# Stanwellia inornata
Stanwellia inornata là một loài nhện trong họ Nemesiidae.
Stanwellia inornata được miêu tả năm 1972 bởi Main.